# Нойзерхен
Но́йзерхен или Но́ве-Зджа́рки (нем. Neusärchen; в.-луж. Nowe Zdźarki) — деревня в Верхней Лужице, Германия. Входит в состав коммуны Гросдубрау района Баутцен в земле Саксония. Подчиняется административному округу Дрезден.
Находится северо-восточнее административного центра коммуны Гросдубрау на пересечении автомобильных дорог S101 и B156. Недалеко от южной стороны деревни располагается аэродром Flugplatz Klix.
Соседние населённые пункты: на северо-востоке — деревня Кобелнь, на юго-востоке — деревня Зерхен и на юге — деревня Зджер.
Впервые упоминается в 1825 году в качестве выселок деревни Зерхен. С 1936 по 1994 года входила в коммуну Кликс. С 1994 года входит в современную коммуну Гросдубрау.
В настоящее время деревня входит в состав культурно-территориальной автономии «Лужицкая поселенческая область», на территории которой действуют законодательные акты земель Саксонии и Бранденбурга, содействующие сохранению лужицких языков и культуры лужичан.
Официальным языком в населённом пункте, помимо немецкого, является также верхнелужицкий язык.